# Löpandebandprincipen

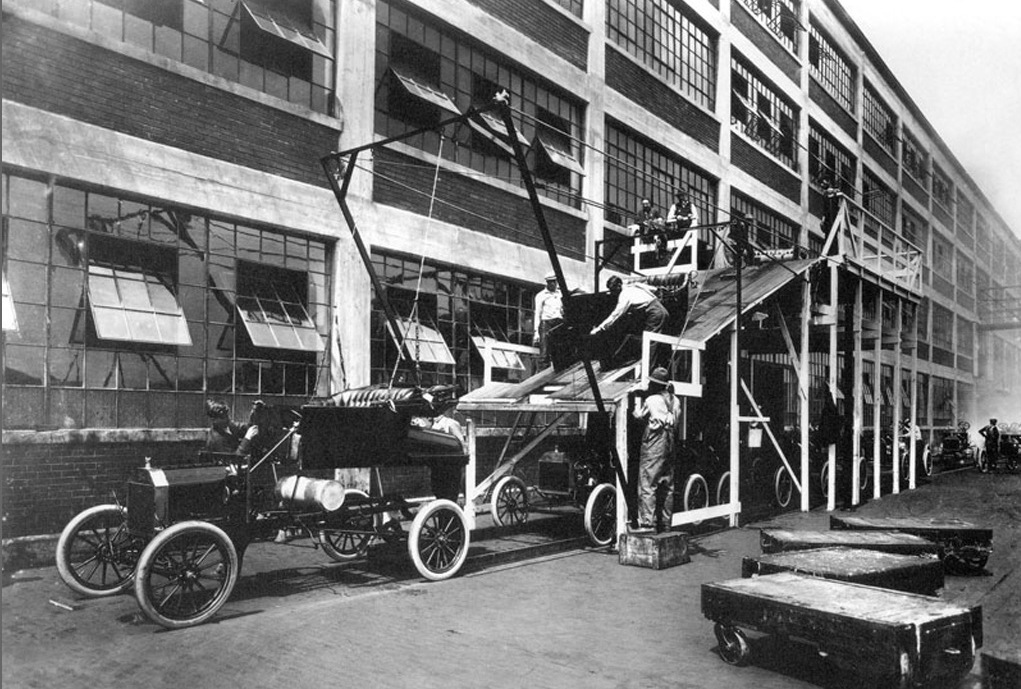
En T-Ford får karossen monterad vid sammansättningsbandet 1913

Löpandeband(s)principen är ett produktionssätt som kännetecknas av ett systematiskt, förutsägbart kontrollerat flöde, med hög frekvens. Själva ordvalet har att göra med att ett arbete vid det löpande bandet är just kontrollerat, förutsägbart och monotont. Ursprungsprincipen fanns långt innan bilindustrin införde den, och redan i början av 1800-talet förekom liknande tillverkning, dock av enklare produkter till bland annat segelbåtar. Ett område där löpande band användes kom till användning redan på 1860-talet var slakterier, där djurens kroppar flyttades medan personalen stod vid sina stationer.

## Löpande bandet inom verkstadsindustrin
Inom verkstadsindustrin är löpande bandet intimt förknippat med Henry Ford på Ford Motor Company i USA. Ford kallas ofta för löpandebandsteknikens uppfinnare, men uppfinningen var som många andra uppfinningar i själva verket resultatet av många personers ansträngningar och flera innovationer och förbättringar. Ransom Eli Olds anses vara den första som introducerade tekniken inom bilindustrin, och som även fick patent. Enligt Henry Ford själv[källa behövs] var det C.E. Johanssons banbrytande uppfinningar inom det mättekniska området som gjorde det möjligt att förverkliga massproduktion av maskindelar med hög precision till en låg kostnad, en grundförutsättning för det löpande bandet. Däremot var Ford bland de första att utnyttja tekniken maximalt i massproduktion.
Grundidén med det ”löpande bandet” inom biltillverkningen, som oftast hänförs till det sista ledet i tillverkningskedjan, slutmonteringen av bilen, var att bilen skulle förflyttas kontinuerligt långsamt framåt på en monteringssträcka utan stopp och successivt monteras ihop av specialiserade arbetsgrupper med väl avgränsade arbetsmoment. Tidigare hade man förflyttat allt material till en byggplats där ett fåtal personer monterade ihop hela bilen och därför måste klara av en mängd kvalificerade arbetsmoment där dessutom ett begränsat antal montörer kunde få plats samtidigt runt bilen och logistiken av delarna försvåras betydligt (varje typ av del behöver finnas tillgänglig vid varje byggstation istället för vid endast en eller ett fåtal stationer vid det löpande bandet). Monteringsstationerna vid det löpande bandet försågs kontinuerligt med nya detaljer via transportband som tillverkades och delmonterades i andra delar på fabriksområdet enligt samma principer som det löpande bandet i slutmonteringen. 
Alla som arbetade med bearbetning av komponenter och slutmontering inom fabriksområdet blev specialiserade på ett antal väl avgränsade arbetsmoment. Arbetarna vid monteringsbandet kunde efter en kort upplärningstid montera "sina" delar i en mycket snabb takt med hög precision. Genom att bandet aldrig står still blir montörerna tvungna att innehålla en viss maximal tid för respektive arbetsstation. Produktionstiderna kunde förkortas avsevärt med den högre specialiseringsgraden och bilens slutpris kunde pressas ner. Den högre produktionsvolymen medförde i sin tur att priserna på delar och råvara från underleverantörerna, som också införde effektivare produktionsmetoder för att klara den ökade leveransvolymen, kunde reduceras genom större inköpsvolymer.

## Ford Motor Company
Ford Motor Company hade från början en målsättning att tillverka bilar som kunde bli ”var mans egendom”. Man satsade på en hög förädlingsgrad av alla delar till bilen inom det egna företaget på samma fabriksområde, en hög standardisering av komponenter som kunde användas till olika delar i bilen, enkel teknik och massproduktion för att få ner priset på produkten. Bilen som tidigare hade varit en lyxvara för de allra rikaste i samhället kunde nu produceras till ett pris som den vanlige inkomsttagaren hade råd med. Vid introduktionen av T-Forden 1908 kostade den 950 dollar och 1927 hade Ford lyckats pressa ner priset till 250 dollar.
På företagets enorma fabriksområde, Rouge Plant i Dearborn i Michigan, där samtliga komponenter till bilarna tillverkades och monterades från råvara till färdig bil, arbetade 1930 totalt 81 000 personer på ett fabriksområde som hade en effektiv golvyta på nära 65 hektar (650 000 m²).

## Bilrevolutionen var ett faktum
Bilens snabba utveckling och möjligheten till massproduktion till en låg kostnad blev motorn i hela det industriella samhället och är det till stor del fortfarande idag.

## Källhänvisningar
1. ↑  "löpandeband(s)princip". Arkiverad 2 april 2015 hämtat från the Wayback Machine. saol.se. Läst 17 mars 2015.
2. ↑   löpande band i Nationalencyklopedins nätupplaga. Läst 17 mars 2015.